# Wilhelm Falk
Wilhelm Falk (Monaco di Baviera, 3 luglio 1898 – 16 ottobre 1961) è stato un calciatore tedesco, di ruolo difensore.